# Charles de Luynes

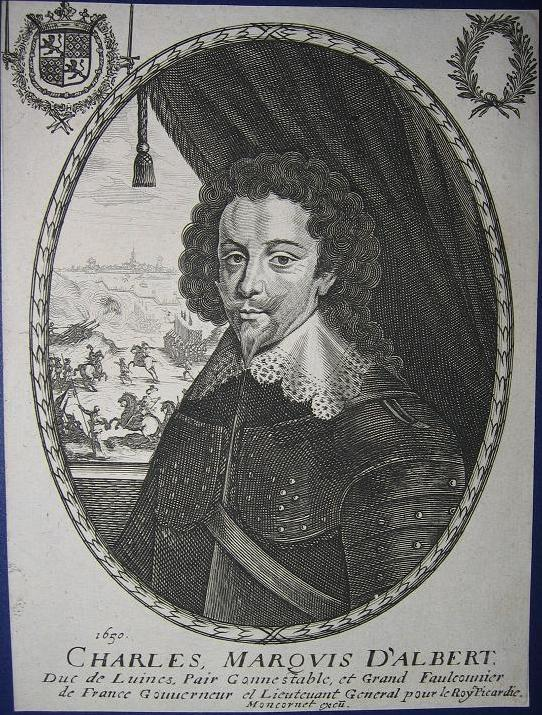
Luynes por Montcornet.

Escudo de Carlos de Luynes.

Carlos, marqués de Albert, duque de Luynes (Pont-Saint-Esprit, 5 de agosto de 1578 - Longueville cerca de Agen, 15 de diciembre de 1621) fue un político francés, condestable y primer duque de Luynes.

## Primeros años de vida
Primer hijo de Honoré d'Albert (muerto en 1592), señor de Luynes, que estuvo la servicio del rey Enrique IV de Francia. Su hermano Honoré (1581-1649), primer duque de Chaulnes fue gobernador de Picardía y mariscal de Francia (1619), y defendió su provincia con mucho éxito en 1625 y 1635.
Fue favorito de Luis XIII gracias a su pasión común por la caza. El rey le nombró consejero de Estado, gentilhombre ordinario de la cámara real, gobernador de la villa y Castillo de Amboise en Touraine y capitán del Palacio de las Tullerías. El 30 de octubre de 1616, obtuvo un cargo de importancia, gran halconero de Francia. En su calidad de consejero del joven rey abogó por los viejos ministros de Enrique IV de Francia, caídos en desgracia. Con ellos hizo honor a las máximas del gran rey.
Sin romper con España, Luynes se separó; reanudó sus relaciones con Inglaterra y se unió a la causa de la independencia italiana; reafirmó su alianza con Venecia y con el Piamonte, concertó el matrimonio de la segunda hermana del rey Cristina de Francia con Víctor Amadeo I de Saboya y la unión de la tercera hermana del rey con el príncipe de Gales. Mantuvo a la reina madre alejada durante un tiempo de la corte y de sus problemas, permitiendo que volviera tras haberla vencido en dos ocasiones. Se unió a los Grandes participando en el enfrentamiento que mantenían contra ella. Incorporó a la monarquía Béarn y Navarra.
En 1617 empezó a intrigar contra María de Médici y planeó el asesinato de Concino Concini con Vitry. Algunos memorialistas aseguran que Luynes desaconsejó al rey el asesinato de Concino solicitando la mediación del obispo de Carcasona. Fue entonces cuando Luynes se convirtió en el verdadero jefe del reino, atribuyéndose los bienes de su predecesor y de su mujer, adueñándose del castillo de Lésigny, se cubrió de títulos: duque, par, primer gentilhombre de la Cámara y condestable de Francia. El hecho de que un pequeño noble como Luynes, que nunca participó en ninguna guerra, accediera a la condición de condestable asombró, pero Luynes aceptó este cargo porque el duque de Lesdiguières que era protestante, no quiso abjurar de su fe para obtener esta promoción.
Una rápida ascensión a las más altas esferas del estado le acarreó numerosos enemigos que veían en él a un segundo Concini.

### Matrimonio e hijo
Se casó el 11 de septiembre de 1617 con la hija mayor de Hércules de Rohan, duque de Montbazon, Marie de Rohan Guémené (1600-1679), (ella que enseguida fue duquesa de Chevreuse por su matrimonio con Claude de Guisa).
Tuvieron por hijo a Luis Carlos d'Albert de Luynes (1620-1699).

## Político
Luynes fue considerado como un pobre administrador, pero es posible que este calificativo se debiera a los escritos de la época firmados por el Cardenal Richelieu que tenía muchas y muy buenas razones para detestar a Luynes hasta el fin de sus días. No se recordará de él más que la imagen de un hombre que vivió, políticamente hablando, como la mayoría de los antiguos ministros de Enrique IV Villeroi, Brûlat de Sillery, que dejaron testimonio de sus sentimientos pro-españoles.
Él fue, conforme a su carácter y sus circunstancias, el restaurador de la política de Enrique IV, y el predecesor desigual e incompleto de Richelieu.
Después del asalto de Montauban, precursor del de La Rochelle, Luynes falleció en Longueville el 15 de diciembre de 1621.